# Шишлянникова
Шишлянникова  — упразднённая в 1998 году деревня Зиминского района Иркутской области России. Входила на год упразднения в состав Покровской сельской администрации.

## Топоним
Сохраняет фамилию Абрама Шишлянникова. Также известна как Большой Шишлян (Административная карта Бурят-Монгольской АССР 1952 года), Большой Шишляк (Bol’shoy Shislyak; Международная карта мира 1964 года).

## История
Как населённый пункт Шишлянникова существовала с 1923 года. До этого, примерно с середины 19 века, здесь располагались земельные наделы крестьян села Зима (ныне город Зима) — потомков субботников — крестьян, сосланных сюда на поселение в 1827 году из европейской части России за уход из православия в иудейское вероисповедание. На всех удалённых земельных наделах правобережья реки Оки располагались заимки — временное жильё при проведении сельхозработ. На зиму крестьяне возвращались в свои дома. На этом месте находились земельные наделы Абрама Шишлянникова. Здесь, рядом с пашней, располагались жилые и хозяйственные постройки.
Ко времени образования Покровского сельского поселения в Шишлянниковой, кроме основателей заимки проживали ещё, как минимум, 2 семьи из субботников, вероятно, состоящих в родстве с Шишлянниковыми. В 1936 году в деревне была открыта начальная школа с 2-х классными комнатами, в которой работали два учителя.
В 1985 году жителей деревни переселили в село Покровка.
Официально упразднена Постановлением Губернатора Иркутской области от 21.09.1998 N 574-П «Об исключении населенных пунктов из учётных данных области»

## Инфраструктура
В 1972 году Шишлянникова входила в 3 отделение совхоза Окинский.
В настоящий момент на том месте, где находилась Шишлянникова, располагается фермерское хозяйство.